# 알렉산드르 트레티야코프 (레슬링 선수)
알렉산드르 블라디미로비치 트레티야코프(러시아어: Алекса́ндр Влади́мирович Третьяко́в, 1972년 10월 1일~)는 러시아의 레슬링 선수, 정치인이다. 1996년 하계 올림픽 그레코로만형 레슬링 남자 68kg에서 동메달을 획득하였다.